# Blakea parasitica
Blakea parasitica är en tvåhjärtbladig växtart som först beskrevs av Jean Baptiste Christophe Fusée Aublet, och fick sitt nu gällande namn av David Don. Blakea parasitica ingår i släktet Blakea och familjen Melastomataceae. Inga underarter finns listade i Catalogue of Life.